# Martin Sabel
Martin Sabel (* 2. Mai 1972 in Hamburg) ist ein deutscher Schauspieler, Synchronsprecher, sowie Hörbuch- und Hörspielsprecher.

## Leben und Karriere
Sabel absolvierte seine Schauspielausbildung von 1997 bis 1999 an der Schule für Schauspiel in Hamburg, danach spielte er in verschiedenen Theatern in Bonn, Berlin und Hamburg.
Als Schauspieler spielt Sabel überwiegend in Kurzfilmen mit, ist jedoch auch des Öfteren in diversen TV-Produktionen und Kinofilmen zu sehen und ist auch als Theaterschauspieler tätig.
Sabel ist ebenfalls umfangreich in der Synchronisation tätig. Im Jahr 2006 lieh er dem US-amerikanischen Schauspieler John Wayne in drei Filmen seine Stimme. Er arbeitet auch als Werbesprecher (u. a. für Germanwings, Müller, Netto, Sparkasse und Ebay), spricht ebenfalls Hörbücher und Hörspiele ein und ist auch als Dialogregisseur tätig. Sabel ist des Weiteren regelmäßig in Computerspielen zu hören, wobei seine Rolle als „Karl Heisenberg“ aus Resident Evil Village zu seinen bekanntesten zählt.
Sabel lebt und arbeitet in seiner Heimatstadt Hamburg.

## Filmografie
- 2002: Verbotene Liebe (TV-Serie)
- 2003: Das ertrinkene Kind (Kurzfilm)
- 2003: Rosenzeit (Kurzfilm)
- 2004: Drücker (Kurzfilm)
- 2004: 1985 – Der letzte Sommer mit Dir (TV-Film)
- 2005: DD (Kurzfilm)
- 2005: Cést la vie – So ist das Leben (Kurzfilm)
- 2005: Ein Toter führt Regie (TV-Film)
- 2005: Im Kreis der Anderen (Kinofilm)
- 2005: Crusaders (Kurzfilm)
- 2006: Project Mindlog (Kinofilm)
- 2006: All In (Kurzfilm)
- 2009: Lauf um deine Liebe (Kurzfilm)
- 2012: Null Fragen (Kurzfilm)
- 2013: Galileo (TV-Magazin)
- 2014: Spiel der Gezeiten – die Flut
- 2015: Das Geständnis (Kinofilm)
- 2016: Braindead durch Powerpoint
- 2018–2019: Hart auf 4 – Die Synchroncomedy

## Synchronisation (Auswahl)
John Wayne
- 1934: Flussabwärts als Ted Hayden / Gat Ganns (Synchro 2006)
- 1934: Das Gold von Texas als Jerry Mason (Synchro 2006)
- 1934: Unter dem Himmel von Arizona als Chris Morrell (Synchro 2006)

### Filme
- 2004: Mut zur Entscheidung – Lakshya  – Raj Zutshi als Major Kaushal Verma (2. Synchro 2016)
- 2005: Kisna – Im Feuer der Liebe – Vivek Mushran als Nandu (2. Synchro 2016)
- 2010: Dead Survivors – Michael Krug als Chris Burnside
- 2012: Rise of the Black Bat – Dan Demarbre als Ken
- 2013: Hatchet III – Sean Whalen als Randy
- 2013: Joe – Die Rache ist sein – Howard G. Hershman als Flo
- 2014: Expelled From Paradise – Daichi Endou als Laszlo
- 2015: Mr. Holmes – John Duggan als Buch-Käufer (1. Synchro Kino)
- 2015: The Ones Below – Das Böse unter uns – Jonathan Harden als Mark
- 2016: Victoria – Männer & andere Missgeschicke – Vincent Dietschy (als Akupunkteur)
- 2016: USS Indianapolis: Men of Courage – Callard Harris als Lt. Standish
- 2016: Scream Week – David Lucieer als Marcel
- 2016: Lady Macbeth – Paul Hilton als Alexander Lester
- 2017: Vendetta – Alles was ihm blieb war Rache – Larry Sullivan als James
- 2017: Shot Caller – Michael Landes als Steve
- 2017: Maze – Ein genialer Ausbruch – Mike Power als John Adams (Synchro 2020)
- 2017: Godzilla: Planet der Monster – Jun'ichi Suwabe als Mulu-Elu Galu-Gu (1. Synchro Netflix)
- 2019: Ich habe meinen Körper verloren – Hichem Mesbah als Saji
- 2019: Outlaws – Die wahre Geschichte der Kelly Gang – Ben Corbett als Red Kelly
- 2019: The Professor and the Madman – Simon Coury als Sir Charles Troup
- 2019: Die Weite der Nacht – Mark Banik als Gerald
- 2020: Superman: Man of Tomorrow – Brett Dalton als Rudy Jones / Parasite
- 2021: The Middle Man – Ein Unglück kommt selten allein – Daniel Drewes als Mr. Mills
- 2021: Trigger Point – Greg Bryk als Richard Pool
- 2022: Blowback - Time for Payback – Texas Battle als Det. Owen
- 2022: Rache auf Texanisch – Grayson Berry als Officer Mike

### Videospiele
- 2007: Die Simpsons – Das Spiel als Tingel Tangel Bob
- 2007: Crysis als Nomad
- 2008: Edna bricht aus als Der Schlüsselmeister
- 2008: Sacred 2 als Nimonuil, der Großinquisitor
- 2008: Fallout 3 – The Pitt als Prinz Ashur
- 2009: The Whispered World als Ben
- 2009: Dragon Age: Origins als Sir Jory
- 2010: Mass Effect 2 als Kenneth Donnelly, Glyph u. a.
- 2010: Just Cause 2 als Präsident Pandak Panay
- 2010: A New Beginning als Savador
- 2011: Rage als Russische Fraktion
- 2012: Mass Effect 3 als Kenneth Donnelly u. a.
- 2012: The Elder Scrolls V: Skyrim – Dawnguard als Lord Harkon
- 2012: Call of Duty: Black Ops II als Mark McKnight
- 2012: Hitman: Absolution als Wirt, Kiffer
- 2013: The Night of the Rabbit als Marquis de Hoto, Glücksspiel-Echse
- 2013: Lost Planet 3 als Hunk
- 2014: 1954 Alcatraz als Mickey
- 2014: Broken Age als Marek, Walt’r u. a.
- 2014: Wolfenstein: The New Order als Bubi u. a.
- 2014: Sacred 3 als Dunkelelf
- 2014: Destiny als Uldren
- 2014: Randal's Monday als Robert, Alan
- 2014: The Elder Scrolls Online als Graf Verandis
- 2015: The Order: 1886 als Commissioner Doyle
- 2015: Bloodborne als Micolash, Host of the Nightmare, Laurence u. a.
- 2015: Wolfenstein: The Old Blood als Offizier Hans u. a.
- 2015: Everybody’s Gone to the Rapture als Pater Jeremy
- 2015: Anno 2205 als Aidan Bhargava
- 2015: Fallout 4 als Tüftel Tom
- 2015: Tom Clancy’s Rainbow Six Siege als Bandit
- 2016: Killing Floor 2 als Hayato Tanaka
- 2017: Black Mirror als David Gordon
- 2017: Minecraft: Story Mode – Season Two als Warden
- 2017: Call of Duty: WWII als Aiello
- 2017: Lego Super Marvel Heroes 2 als Carnage, Carnom u. a.
- 2017: Destiny 2 als Uldren
- 2017: The Evil Within 2 als Stefano Valentini
- 2017: Wolfenstein II: The New Colossus als Kommandant Range
- 2018: Fallout 76 als Fisher, Roper
- 2019: Call of Duty: Modern Warfare (2019) als Black Cell Leader
- 2019: Enderal (Skyrim Total Conversion Mod) als Jespar Dal'Varek
- 2020: DOOM: Eternal als Hell Priest
- 2020: Final Fantasy VII Remake als Reno
- 2020: Marvel’s Avengers als Bruce Banner / Hulk
- 2020: Mafia: Definitive Edition als William Gates
- 2021: Resident Evil Village als Karl Heisenberg
- 2021: The Dark Pictures Anthology: House of Ashes als Naram-Sin
- 2022: A Plague Tale: Requiem (Dialogregie)
- 2023: Starfield als Walter Stroud